# Playa de Torreblanca

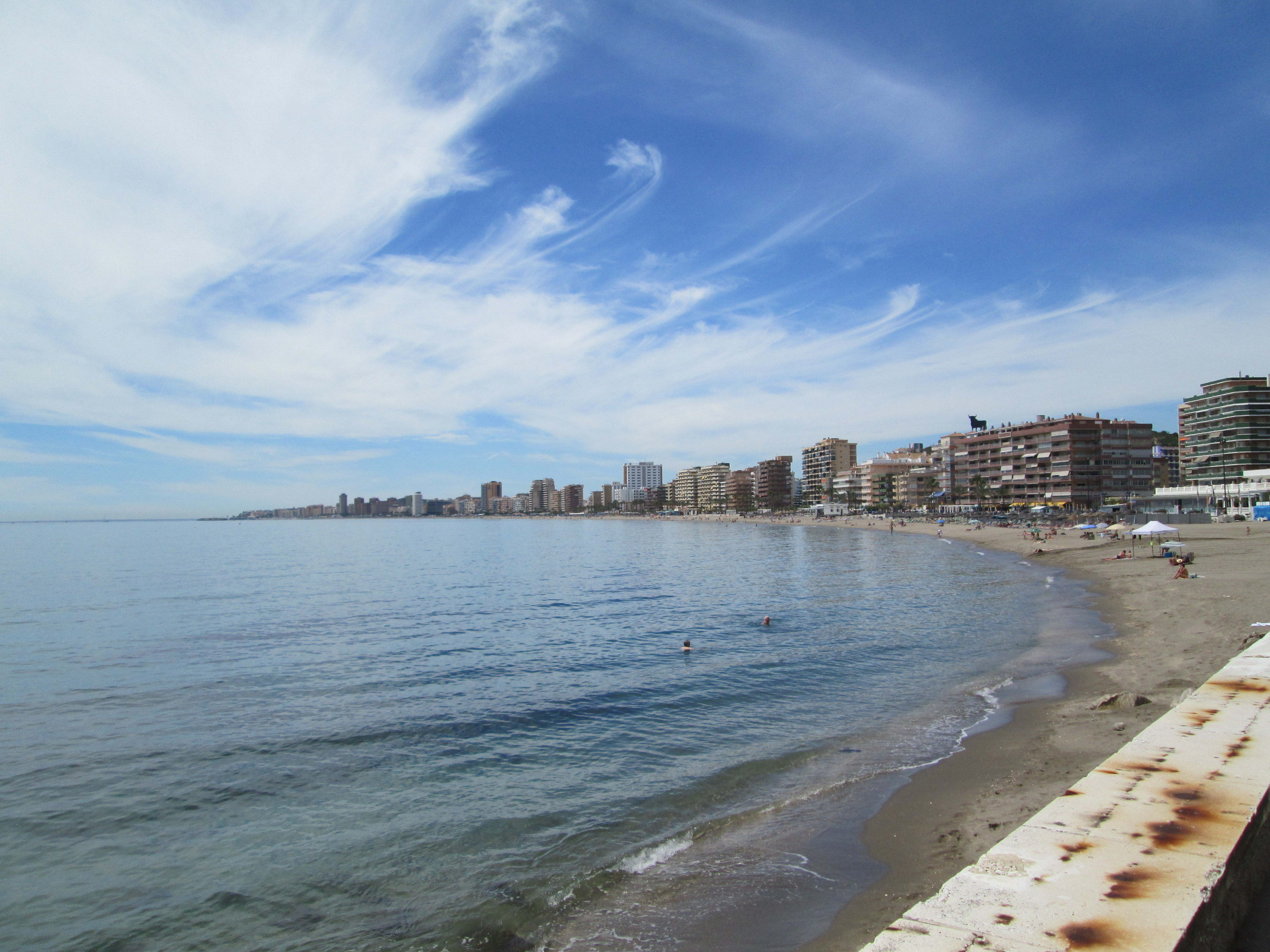
Playa de Torreblanca

La Playa de Torreblanca, también llamada playa de Los Olimpos, es una playa de Fuengirola, en la Costa del Sol de la provincia de Málaga, Andalucía, España. Se trata de una playa urbana de arena oscura y aguas tranquilas situada en al norte del municipio. Tiene unos 1.200 metros de longitud y unos 20 metros de anchura media y es accesible desde el paseo marítimo. Es una playa con un nivel alto de ocupación y con los servicios propios de las playas urbanas.